# یونه رومانو
یونه رومانو (ایتالیایی: Jone Romano؛ ‏ ۷ فوریهٔ ۱۸۹۸ – ۱ اوت ۱۹۷۹) بازیگر اهل ایتالیا بود.
از فیلم‌هایی که وی در آن نقش داشته است، می‌توان به بینوایان و صدای بی رخ اشاره کرد.